# ذلب بهي
ذلب بهي (الاسم العلمي:Sansevieria bella) هو نوع من النباتات يتبع جنس الذلب من الفصيلة الهليونية.